# Torvald Sachs
Torvald Sachs, född 15 februari 1887 i Stockholm, död 27 juni 1978 i Vantörs församling, var en svensk journalist. Han var son till Hilda Sachs.
Efter mogenhetsexamen i Stockholm 1905 genomgick han Dramatiska teaterns elevskola 1905–1908 och verkade 1908–1912 som skådespelare vid Hjalmar Selanders, Carl Deurells och andra sällskap. Han övergick därefter till journalistverksamhet, var medarbetare i Norrköpings Tidningar 1912–1918 och i Afton-Tidningen 1918–1919 samt chef för Presstelegrambolagets riksdagsavdelning 1920–1921. 1922–1949 var han anställd vid Tidningarnas telegrambyrå. Sachs, som tidigt gjorde riksdagsreportage till sin specialitet, var från 1927 riksdagskrönikör i radio och sådan gjorde han sig känd för sin goda diktion och sin förmåga att på objektivt och underhållande sätt återge riksdagsförhandlingarna. I pressens organisationer och i den liberala partiorganisationen innehade han flera förtroendeuppdrag. Han var bland annat 1925–1928 sekreterare och 1928–1934 vice ordförande i Svenska journalistföreningen samt 1928–1934 ledamot av Liberala partiets verkställande utskott.